# Tuttoattaccato
Tuttoattaccato è una raccolta del gruppo musicale italiano Aeroplanitaliani, pubblicato dall'etichetta discografica Sugar nel 2007.

## Tracce
1. Zitti zitti (2007) - 4:09
2. Zitti zitti (Il silenzio è d'oro) - 3:34
3. Bella - 3:44
4. Canzone d'amore - 5:40
5. Perdermi in te - 5:04
6. Piccoli pericoli (Hip Bone remix) - 4:34
7. La vita è un treno (GGD vs Ohm Guru remix) - 4:17
8. Sei felice? (Ambient remix) - 4:04
9. Io via (Rix remix) - 3:25
10. Io via (Marco Rigamonti remix) - 6:13
11. Attraversando - 4:57
12. Zitti zitti (ssshhh!!! remix) - 5:52
13. I'm Not Cool - 3:26
14. Sei felice? (b.b. version) - 1:50